# Григорово (Архангельська область)
Григорово (рос. Григорово) — присілок в Котлаському районі Архангельської області Російської Федерації.
Населення становить 611 осіб. Входить до складу муніципального утворення Котласький муніципальний округ.

## Історія
До 2022 року входило до складу муніципального утворення Сольвичегодське поселення.

## Населення
| 2002 | 2010 | 2012 |
| ---- | ---- | ---- |
| 620  | ↘525 | ↗611 |